# 콜트 제조회사
콜트 제조회사(영어: Colt's Manufacturing Company), 구칭 콜트 특허화기 제조회사(Colt's Patent Firearms Manufacturing Company)는 세계 최초의 Single action Revolver를 발명한 육군 대령 새뮤얼 콜트가 만든 미합중국의 총기 생산업체이다. 창업은 1836년, 당초의 회사 명은 "Colt Patent Firearms". 콜트사는 유명한 M16과 M4 카빈 등을 생산하였고, 같은 미국의 총기 생산 회사인 스미스 & 웨슨과는 같은 업계의 경쟁사이다.